# 邹之有
邹之有（？—？）, 号怀白，湖北公安县人。明朝政治人物，官至后军都督府左都督锦衣卫东司房掌卫事。邹文盛莊簡公五世孙。 
清同治版《公安县志》有传“...万历末袭 锦衣荫，升指挥僉事。自幼练习典章，晓畅时务。崇祯 初以都督同知擢锦衣卫东司房掌卫事...”。“…后乞休，  恩加太子太保后军都督府左都督致仕。”邹之有辞官似与郑鄤的案件有关， 据《天山自叙年谱》“大金吾邹之有向人云：首辅以此事属我，岂以我为小人哉？乃连章请告决去”
另据清同治版《公安县志》记载， 1634年，李自成农民起义军迫近荆州，邹之有向朝庭上疏惊呼“ 时流贼遍满”，“足为寒心”，请求迁城于祝家岗，1643年李自成农民起义军将新城全部烧毁，县城复迁椒园；

## 亲属
高祖邹文盛；
曾祖邹廷济；
长子 邹国能